# Peter Funder

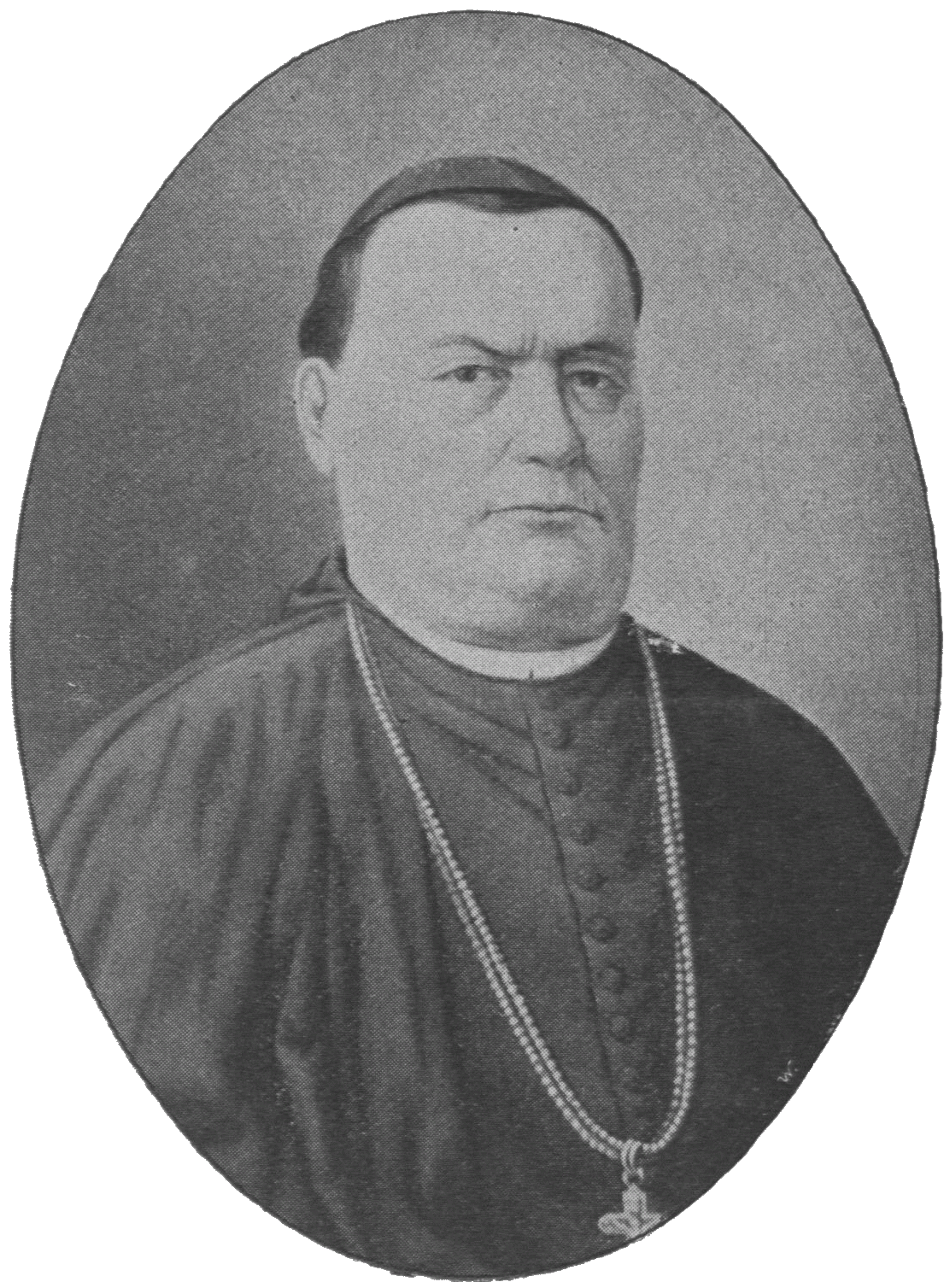
Peter Funder

Peter Funder (* 30. Oktober 1820 in Waisach bei Greifenburg; † 1. Oktober 1886 in Klagenfurt) war Bischof von Gurk.

## Leben

Grabstätte Bischof Funder

Peter Funder wurde in Oberkärnten, genauer in der Ortschaft Bruggen bei Greifenburg, als Sohn eines Gutsbesitzers und Gastwirtes geboren. Er besuchte das Gymnasium in Klagenfurt und trat anschließend in das Klagenfurter Priesterseminar ein. Am 31. Juli 1844 wurde er zum Priester geweiht. Er wirkte danach als Pfarrprovisor in Gnesau, Lieseregg und Feldkirchen. 1851 kam er zurück nach Klagenfurt und unterrichtete dort an einem Gymnasium als Latinist Religion und Latein. 1854 wurde er Prediger an der Stadtpfarrkirche St. Egid, zwei Jahre später wurde er Vizedirektor des Priesterseminars. 1865 holte ihn Bischof Valentin Wiery als Ordinariatskanzler in das Bischöfliche Palais, 1880 wurde er Kapitelvikar.
Am 30. März 1881 ernannte ihn Kaiser Franz Joseph I. zum Bischof von Gurk, am 25. April erfolgte die Weihe durch den Salzburger Erzbischof Franz Albert Eder. Am 10. Juli 1881 wurde er in der Klagenfurter Domkirche inthronisiert.
Im Jahre 1883 fuhr der Kaiser auf der Rückkehr von Krain durch Kärnten und wurde von Bischof Funder empfangen. Bei einer erneuten Durchreise, diesmal von Tirol nach Wien, im Jahre 1886 wurde Franz Joseph I. erneut vom Gurker Bischof in der Nähe von St. Veit an der Glan begrüßt.
Nach einer kurzen Regierungszeit verstarb der Bischof im Jahre 1886 an einem Bruchleiden. Er wurde auf dem Klagenfurter Friedhof St. Ruprecht an der Kirchenmauer beigesetzt.